# خيرونيمو كاستيون إي سالاس
خيرونيمو كاستيون إي سالاس (بالإسبانية: Gerónimo Castillón y Salas)‏ ـ (30 سبتمبر 1756 ـ 1835) هو أسقف إسباني، كان آخر من شغل منصب كبير محققي ديوان التحقيق (محكمة التفتيش) في إسبانيا.

## مولده وتعليمه
ولد خيرونيمو كاستيون إي سالاس ـ وهو الابن الثاني لخوسيه كاستيون إي كامبو وزوجته بريخيدا سالاس ـ في مدينة بونثانو بمقاطعة وشقة بمنطقة أرغون. تلقى تعليمه في جامعة وشقة (بالإسبانية: Universidad Sertoriana de Huesca)‏ حيث حصل على شهادة في الحقوق في 15 مايو 1776، ثم شهادة في اللاهوت في 9 سبتمبر 1779.

## تدرجه في رتب الكهنوت
رُسّم كاستيون إي سالاس كاهنًا، فخدم في مونثون، ثم انتقل كاهنًا إلى مسقط رأسه مدينة بونثانو سنة 1795، وقد عمل ناظرًا لمدرسة كاتدرائية وشقة بين عامي 1808 و1815.
في سنة 1815، صار كاستيون إي سالاس أسقفًا لأبرشية تاراثونا، وصار ـ بصفته هذه ـ رئيسًا لديوان التحقيق الإسباني حتى إلغائه في سنة 1820. وكان الملك فرناندو السابع قد طلب من قس اعترافه، وهو كاهن جزر الكناري كريستوبال بنكومو إي رودريغيث أن يتولى المنصب، لكن الأخير رفض فآل المنصب إلى كاستيون إي سالاس.

## وفاته
توفي كاستيون إي سالاس في تاراثونا سنة 1835.